# 피트 데스자딘스
율리스 조지프 "피트" 데스자딘스(Ulise Joseph "Pete" Desjardins, 1907년 4월 10일 ~ 1985년 5월 6일)는 전 미국의 다이빙 선수이다.
캐나다 매니토바주 세인트피어에서 태어나 플로리다주에서 자라왔다.
1924년 파리 올림픽에 처음 참가하여 3m 스프링보드 은메달을 딴 데스자딘스는 플레인 하이 다이빙 종목에도 나가 6위를 하였다.
4년 후, 암스테르담 올림픽에 나가 3m 스프링보드와 10m 플랫폼에서 2개의 금메달을 획득하였다.
그는 스탠퍼드 대학교에서 수학하면서 스탠퍼드 카디널의 회원이었다.